# Guerre sannitiche
Le guerre sannitiche sono una serie di tre conflitti combattuti dalla giovane Repubblica romana contro la popolazione italica dei Sanniti e numerosi loro alleati tra la metà del IV e l'inizio del III secolo a.C.
Le guerre, terminate tutte con la vittoria dei Romani (tranne la prima fase della seconda guerra), scaturirono dalla politica espansionistica dei due popoli che a quell'epoca si equivalevano militarmente e combattevano per conquistare l'egemonia nell'Italia centrale e meridionale oltre che per la conquista del porto magnogreco di Napoli.

## Contesto storico
All'epoca dei fatti i Romani dominavano già su Lazio, Campania settentrionale, sulla città etrusca di Veio ed avevano stretto alleanze con diverse altre città e popolazioni minori. I Sanniti dal canto loro erano padroni di quasi tutto il resto della Campania e del Molise, e cercavano di espandersi ulteriormente lungo la costa a discapito delle colonie della Magna Grecia e verso la Lucania nell'entroterra.
Nel 354 a.C. Romani e Sanniti, venuti in contatto per la prima volta, avevano comunque preferito un patto di non belligeranza, così da potersi espandere tranquillamente in altre direzioni, ma il confronto era solo rimandato.
La grande importanza che i Romani e i loro storiografi sempre diedero a questa lotta per la supremazia nell'Italia meridionale è sottolineata dal gran numero di episodi leggendari o colorati dalla storiografia, come la subiugatio delle Forche Caudine, la devotio del console Decio Mure nella terza guerra, e forse di suo padre nella prima, e la Legio Linteata.

## Forze in campo

### Sanniti

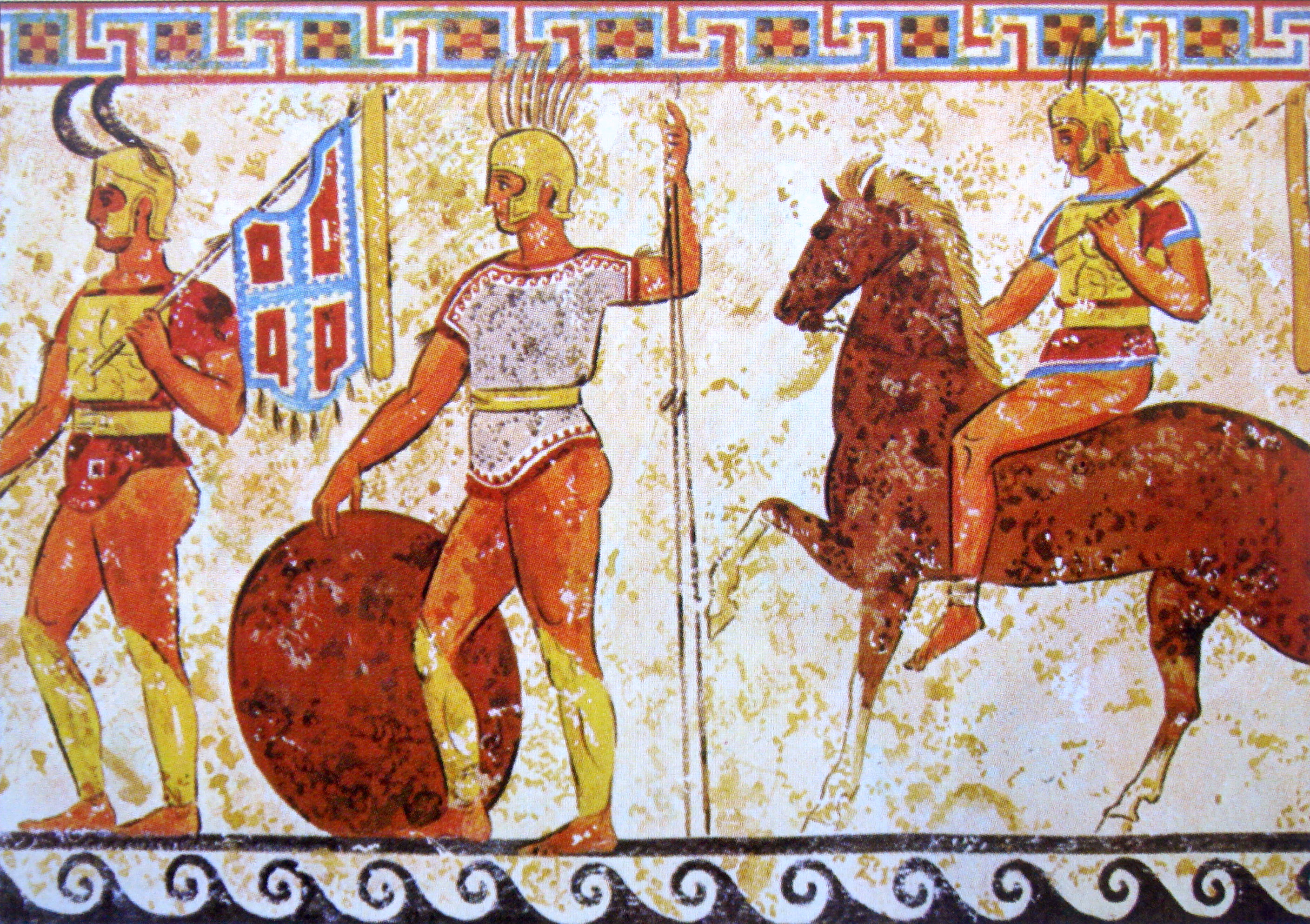
Pittura di guerrieri sanniti da una tomba di Nola del IV secolo a.C.

È certo che ai tempi della terza guerra sannitica, se non prima, i Sanniti avevano pienamente sviluppato e organizzato i loro eserciti tribali, che non dovevano essere molto diversi dall'esercito romano, tanto che Livio non esitava a parlare di "legioni" sannite. Un esercito sannita era organizzato in coorti (secondo Livio composte da 400 uomini) e combatteva in manipoli. La cavalleria sannita, inoltre, godeva di ottima fama.
I successi iniziali dei Sanniti contro i Romani sul terreno montuoso, confermano come essi usassero un ordine di battaglia flessibile e aperto, piuttosto che schierare una falange serrata. Una tradizione, sostenuta dal frammento in greco detto Ineditum Vaticanum e da Diodoro Siculo, vuole che i Sanniti usassero sia il giavellotto (pilum), sia un lungo scudo ellittico, diviso verticalmente in due da una nervatura con una borchia al centro (lo scutum), e che i Romani appresero da essi l'uso di tali armi, oltre alla tattica manipolare ed un miglior utilizzo della cavalleria. L'impressione generale che si ricava dell'esercito sannita è quella di uomini non appesantiti da troppe armature difensive e ben equipaggiati per un'azione flessibile.
(Ineditum Vaticanum, H. Von Arnim (1892), Hermes 27: 118.)

### Romani

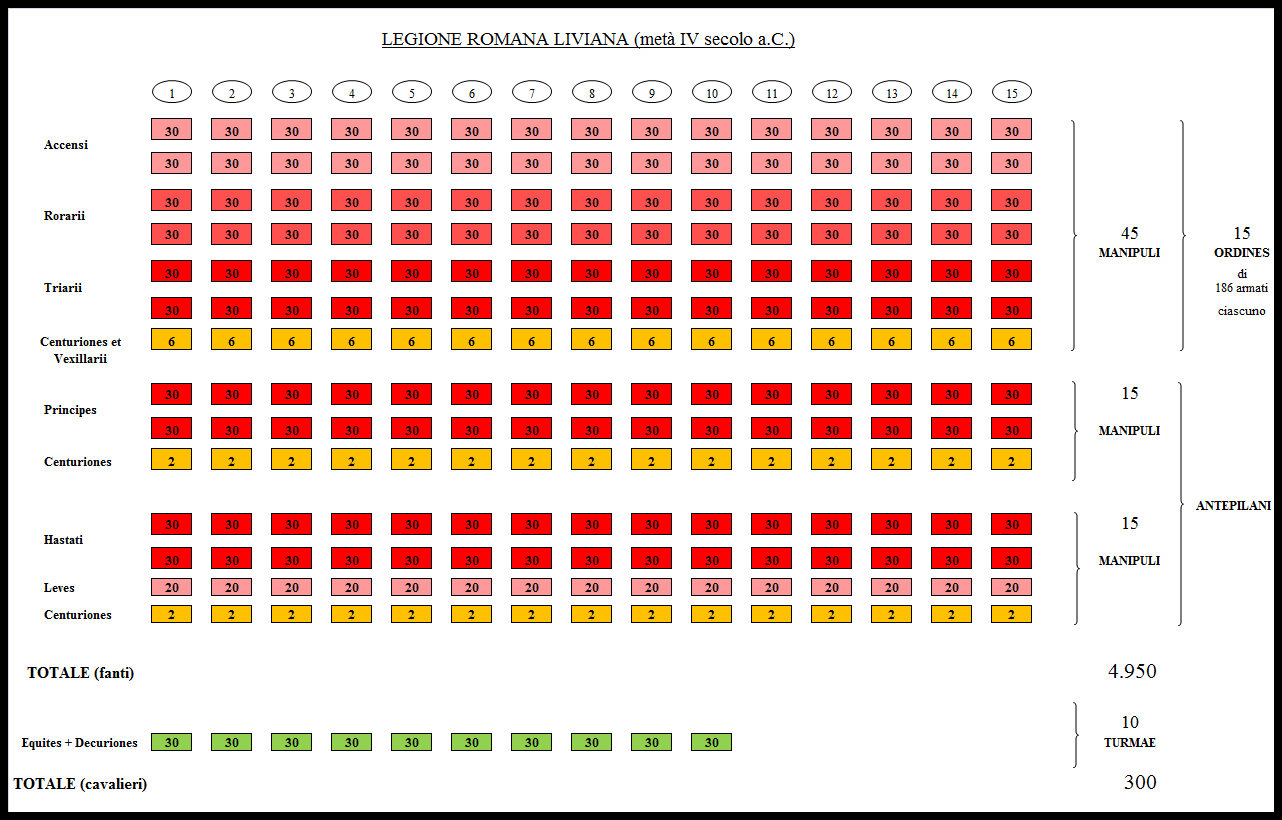
La legione manipolare liviana al tempo della guerra latina (340-338 a.C.).

Secondo Tito Livio, attorno alla metà del IV secolo a.C., durante la guerra latina, le legioni erano composte da 5000 fanti e 300 cavalieri. Era utilizzata all'interno della legione, la formazione manipolare (dal latino manipulus). La legione a sua volta era divisa in tre differenti schiere:
1. la prima era costituita dagli Hastati ("il fiore dei giovani alle prime armi", come racconta Livio[4]) in formazione di quindici manipoli (di 60 fanti ciascuno[2]) oltre a 20 fanti armati alla leggera (dotati di lancia o giavellotti, non invece di scudo), chiamati leves.[5]
2. la seconda era formata da armati di età più matura, chiamati Principes, anch'essi in formazione di quindici manipoli, tutti forniti di scudo ed armi speciali.[4] Queste prime due schiere (formate da 30 manipoli) erano chiamate antepilani.[6]
3. la terza era formata da altri quindici "ordini", formati ciascuno da 3 manipoli (il primo di Triarii, il secondo di Rorarii ed il terzo, di Accensi) di 60 armati ognuno.[6] Ognuna di queste quindici unità constava di due vessilliferi e quattro centurioni, per un totale di 186 uomini. I Triari erano soldati veterani di provato valore, i Rorarii, più giovani e meno esperti, ed infine gli Accensi, ultima schiera di scarso affidamento.[7]

(Livio, Ab Urbe condita libri, VIII, 8, 9-12.)
I Triarii, dopo aver accolto Hastati e Principes tra le loro file, serravano le file ed in un'unica ininterrotta schiera si gettavano sul nemico.
Hastati, Principes e Triarii utilizzavano, infine, tutti lunghi scudi ovali, detti scutum (quelli rotondi, detti clipeus furono abbandonati quando ai soldati fu pagato per la prima volta lo stipendio, verso la fine del V secolo a.C.).
Nella prima fase della repubblica romana l'esercito continuò a evolvere e, sebbene tra i romani vi fosse la tendenza ad attribuire tali cambiamenti a grandi riformatori, è più probabile che i cambiamenti fossero il prodotto di una lenta evoluzione piuttosto che di singole e deliberate politiche di riforma. La formazione manipolare fu probabilmente copiata dai nemici Sanniti, a sud di Roma, forse quale conseguenza della sconfitta romana nella Seconda guerra sannitica.

## Le guerre

### Prima guerra sannitica (343-341 a.C.)

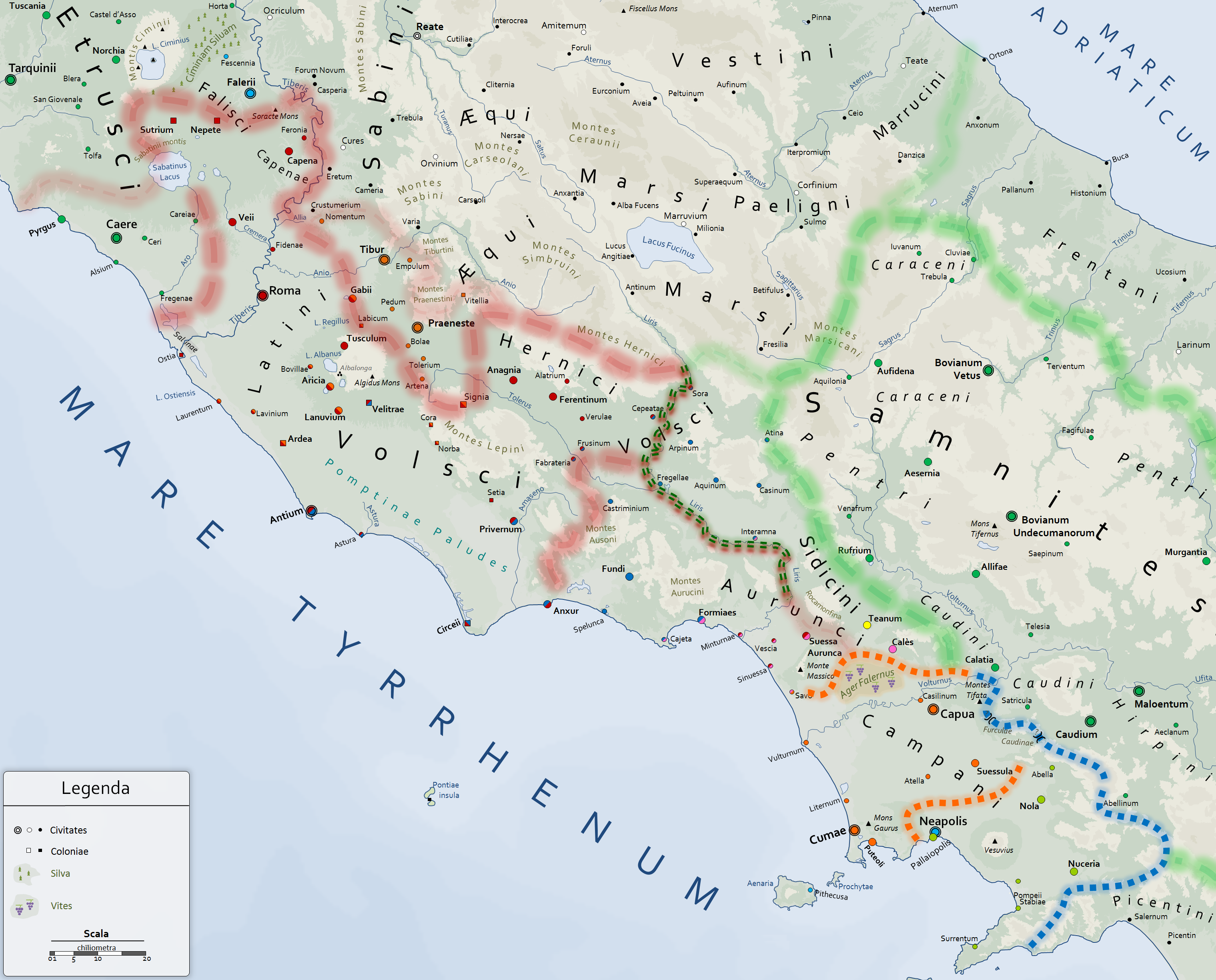
Il teatro di guerra della prima guerra sannitica.

L'episodio che diede il via alla prima guerra tra Sanniti e Romani, fu offerto dalla città di Capua che, posta sotto l'attacco dei Sanniti, chiese l'aiuto di Roma.
Il primo anno della campagna militare fu affidata ai due consoli in carica, Marco Valerio Corvo, inviato in Campania, e Aulo Cornelio Cosso Arvina, inviato nel Sannio..
Mentre Marco Valerio riuscì a ottenere due chiare, seppur sofferte, vittorie, nella battaglia del Monte Gauro, primo scontro in campo aperto tra i due popoli, e nella battaglia di Suessula, Aulo Cornelio riuscì a uscire da una difficile situazione militare, e a vincere il successivo scontro in campo aperto, grazie al pronto intervento del tribuno militare Publio Decio Mure.
L'anno successivo, il console Gaio Marcio Rutilo inviato a prendere il comando delle truppe acquartierate vicino Capua a sua difesa, si trovò nella necessità di affrontare comportamenti sediziosi dei soldati, che progettavano di prendere con la forza Capua, per impadronirsi delle sue ricchezze.
Durante quell'anno non ci furono scontri coi Sanniti, e la prima guerra sannitica si concluse l'anno successivo, nel 341 a.C., quando il console Lucio Emilio Mamercino Privernate, a  cui era stata affidata la campagna contro i Sanniti, ne devastò le campagne, finché gli ambasciatori Sanniti, inviati a Roma, non ottennero la pace.
Va detto che secondo buona parte della storiografia moderna, la prima guerra sannitica, così come è stata ricostruita dalla tradizione antica, potrebbe essere frutto di invenzioni o più semplicemente di una differente cronologia dei fatti. La storica italiana Marta Sordi riteneva, infatti, che la grande guerra latina fosse da anticipare rispetto alla prima guerra sannitica, per una serie di incoerenze cronologiche evidenti; la studiosa daterebbe l'inizio della guerra sannitica al 331 a.C. e la sua fine a dieci anni più tardi nel 321 a.C., quando i Romani furono pesantemente sconfitti alle Forche caudine. La nuova cronologia risulterebbe pertanto come segue: 
- nel 354 a.C. vi sarebbe stato il patto di alleanza tra Romani e Sanniti (foedus);[19]
- nel 349 a.C. l'inizio della "grande guerra latina" terminata nel 347 a.C., che vide schierati da una parte i Romani e i Sanniti, dall'altra Latini e Campani;[20]
- nel mezzo della guerra latina la sottoscrizione del trattato tra Roma e Cartagine del 348 a.C., contro anche gli stessi Latini;[19]
- nel 331 a.C. l'inizio della prima guerra sannitica con la rottura del foedus tra Romani e Sanniti (fino ad allora mai disatteso, come invece vorrebbe la tradizione antica), terminata nel 321 a.C. con una sconfitta romana, che costrinse Roma a rinunciare a difendere i Sidicini e ad abbandonare le colonie di Fregellae e Cales[19][21]

### Seconda guerra sannitica (326-304 a.C.)

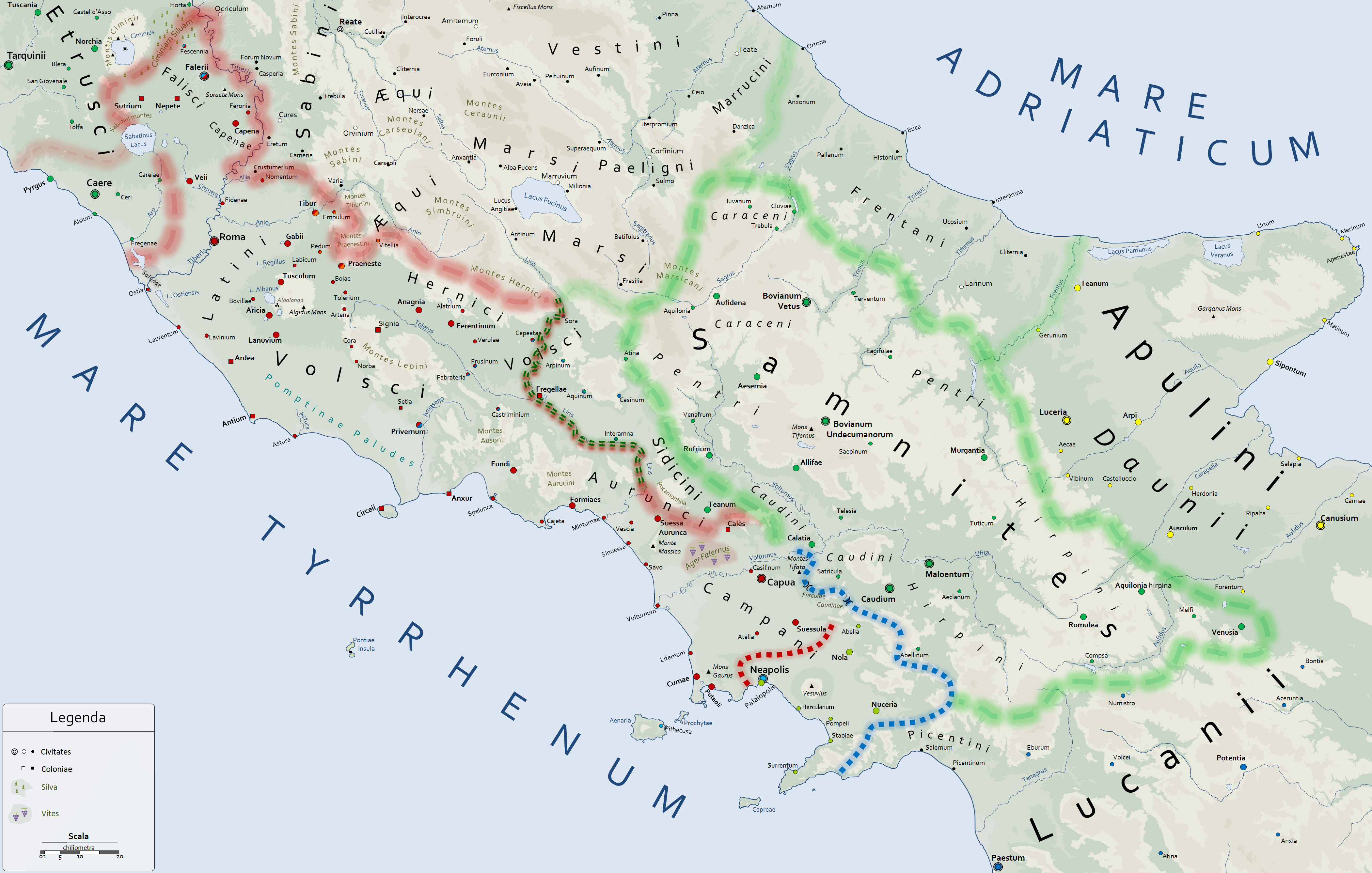
Il teatro di guerra della seconda guerra sannitica.

La causa della seconda guerra sannitica fu una serie di reciproci atti ostili. Cominciarono i Romani fondando nel 328 a.C. una colonia a Fregellae presso l'odierna Ceprano, sulla riva orientale del fiume Liri, cioè all'interno del territorio sannita (Samnitium ager).
In più i Sanniti vedevano con preoccupazione l'avanzata dei Romani in Campania, così quando Roma dichiarò guerra alla città greca di  Napoli, in cui la fazione dei Paleopolitai aveva fatto entrare una guarnigione di Sanniti, questi inviarono 4000 soldati a difesa della città. I Romani, dal canto loro, accusarono i Sanniti di aver spinto alla ribellione le città di Formia e di Fondi.
Nel 326 a.C., mentre a Lucio Cornelio Lentulo venivano affidati i poteri proconsolari per proseguire le operazioni militari nel Sannio, Roma inviava i feziali a dichiarare guerra ai Sanniti, ottennero poi, senza averlo sollecitato, l'appoggio di Lucani ed Apuli, con i quali furono stipulati trattati di alleanza.
Lo scontro con i Sanniti iniziò favorevolmente per i Romani, che, tra il 326 a.C. e il 322 a.C. occuparono Allife, Callife, Rufrio e Napoli, anche grazie all'attività destabilizzante dei Tarantini, che si adoperarono affinché defezionassero in favore di Roma. Furono poi Cutina e Cingilia ad essere espugnate dai romani, che riportarono anche una serie di vittorie in campo aperto, tra le quali quella nei pressi di Imbrinium.
Però nel 321 a.C. l'esercito romano, condotto dai consoli Tiberio Veturio Calvino e Spurio Postumio Albino Caudino, subì l'umiliante sconfitta alle Forche Caudine (dal latino Furculae Caudinae) . Nonostante i due consoli sconfitti avessero accettato le condizioni di resa, i Romani continuarono la guerra contro i Sanniti, facendo ricadere la responsabilità della resa unicamente sui due comandanti.
Dopo lo scontro a Caudia, la guerra si allargò nelle regioni vicine al Sannio, così nel 320 a.C., lo scontro arrivò in Apulia, davanti a Lucera, dove i Romani, dopo aver sconfitto i Sanniti in uno scontro in campo aperto, conquistarono la città. Nel 319 a.C. i Romani ripresero il controllo su Satrico e sconfissero i Ferentani, e l'anno successivo conquistarono Canusio e Teano in Apulia, nel 317 a.C. Nerulo in Lucania e nel 315 a.C. Saticola. Sempre quell'anno i due eserciti si scontrarono nella durissima battaglia di Lautulae. Nel 314 a.C., con l'aiuto di traditori, i Romani presero Sora, Ausona, Minturno, Vescia e con le armi Luceria, che si era unita ai Sanniti.
La guerra sembrava volgere a favore dei Romani, anche perché nel 313 a.C. questi presero ai Sanniti la città di Nola, e due anni dopo, 311 a.C., sconfissero i Sanniti davanti alla città di Cluvie. Quando nel 310 a.C. ripresero le ostilità tra Romani ed Etruschi, i Sanniti ripresero l'iniziativa con più vigore, sconfiggendo l'esercito romano in una battaglia campale, nella quale rimase ferito lo stesso console Gaio Marcio Rutilo Censorino. Per questo motivo, a Roma fu eletto dittatore Lucio Papirio Cursore, che ottenne una chiara vittoria contro i Sanniti nei pressi di Longula, mentre anche sul fronte etrusco i Romani ottenevano una serie di successi, consolidando il fronte settentrionale, con la resa degli Etruschi nel 309 a.C..
Nel 308 a.C. Quinto Fabio Massimo Rulliano, vincitore degli Etruschi, sconfisse ancora i Sanniti, cui si erano alleati i Marsi e i Peligni. Infine nel 305 a.C. i Romani conseguirono la decisiva vittoria nella battaglia di Boviano a seguito della quale, nel 304 a.C., le tribù del Sannio chiesero la pace a Roma, ponendo fine alla Seconda guerra sannita.

### Terza guerra sannitica (298-290 a.C.)

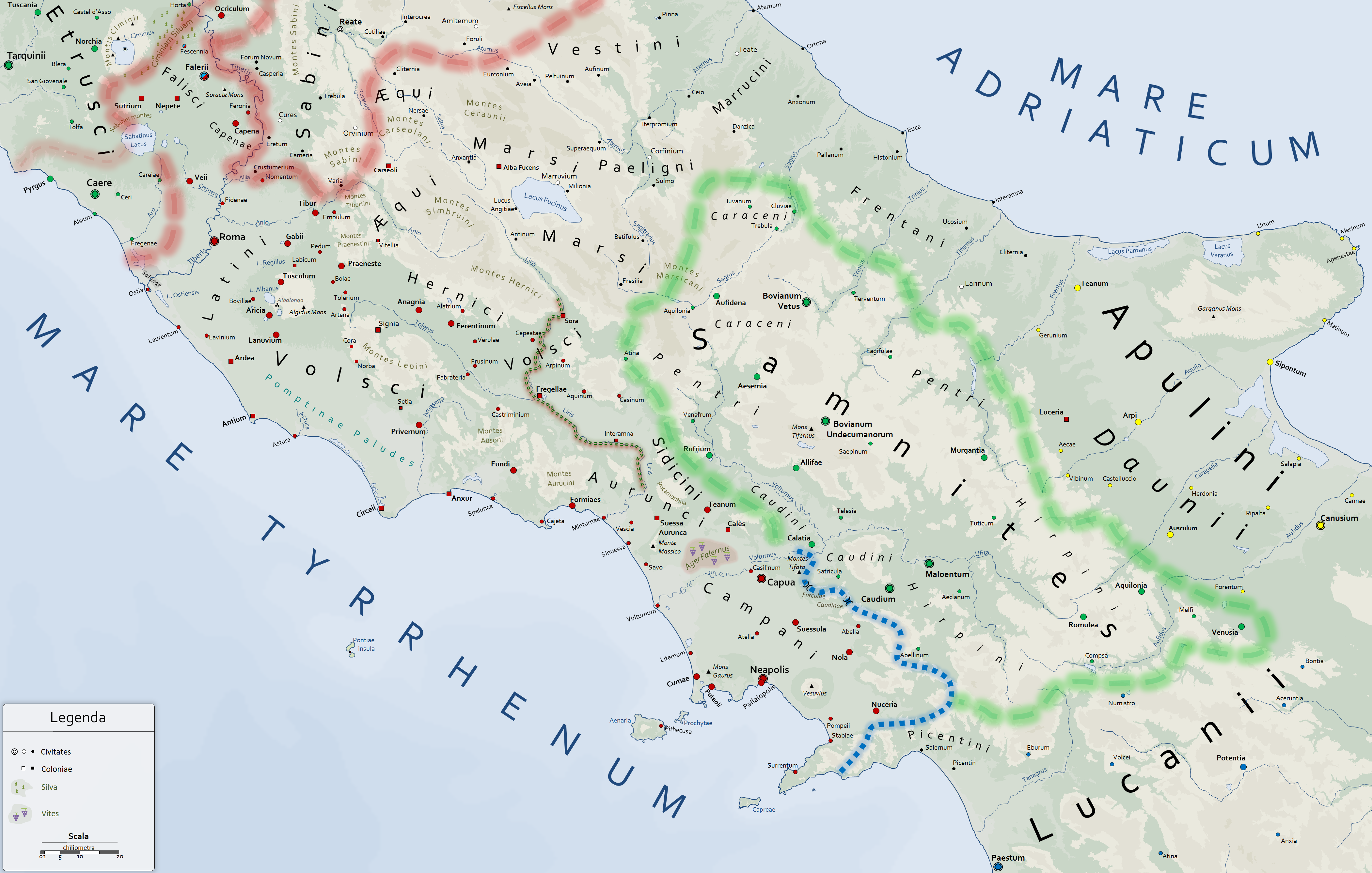
Il teatro di guerra della terza guerra sannitica.

Nel 298 a.C. i Lucani, il cui territorio era stato fatto oggetto di saccheggi da parte dei Sanniti, inviarono ambasciatori a Roma, per chiederne la protezione. Roma accettò l'alleanza con i Lucani, e dichiarò guerra ai Sanniti.
Il console Gneo Fulvio Massimo Centumalo cui era toccata la campagna contro i Sanniti, guidò i Romani alla presa di Boviano e di Aufidena. Tornato a Roma, Gneo ottenne il trionfo. Nel 297 a.C., consoli Quinto Fabio Massimo Rulliano e Publio Decio Mure, gli eserciti romani sconfissero un esercito di Apuli, vicino a Maleventum, impedendo che questi si potessero unire agli alleati Sanniti, e uno Sannita nei pressi di Tifernum.
L'anno seguente, il 296 a.C.,le operazioni si spostarono in Etruria, dove i Sanniti si erano recati per ottenere l'alleanza degli Etruschi; ma i romani sconfissero l'esercito etrusco-sannita.  Nel 295 a.C. i Romani dovettero fronteggiare una coalizione nemica composta da 4 popoli: Sanniti, Etruschi, Galli e Umbri, nella battaglia di Sentino. Seppure nello scontro fu ucciso il console plebeo Publio Decio Mure, alla fine le schiere romane riportarono una completa vittoria. Sempre quell'anno Lucio Volumnio Flamma Violente, con poteri proconsolari, sconfisse i Sanniti nei pressi di Triferno, e successivamente, raggiunto dalle forze guidate dal proconsole Appio Claudio, sconfisse le forze sannite, fuggite dalla battaglia di Sentino, nei pressi di Caiazia.
Nel 294 a.C., mentre l'esercito romano otteneva importanti vittorie sugli Etruschi, costringendoli a chiedere la pace, fu combattuta una sanguinosa ed incerta battaglia davanti alla città di Luceria, durata due giorni, alla fine dei quali i Romani risultarono vincitori. Ma la battaglia decisiva fu combattuta nel  293, quando i Romani sconfissero i Sanniti nella battaglia di Aquilonia.
Da Aquilonia, dove aveva combattuto la Legio Linteata alcuni superstiti si rifugiarono a Bovianum dove, riorganizzatisi, condussero una resistenza disperata che durò fino al 290, con l'ultima, durissima campagna condotta dai consoli  Manio Curio Dentato e Publio Cornelio Rufino.
Con la vittoria sui Sanniti, i Romani conquistarono una posizione egemonica in tutto il centro sud, imponevano alle altre, ancora forti, popolazioni italiche le loro decisioni in politica estera, imposero loro fornire contingenti di truppe. Roma conquistava il potere che l'avrebbe condotta a scontrarsi nel giro di un secolo prima con Pirro e poi con Cartagine.